# Alte Münze
L'Alte Münze (Ancienne Cour des Monnaies) est un bâtiment de la Renaissance à Munich qui servait à l'origine pour les écuries ducales et les collections d'art d'Albert V, duc de Bavière.

## Histoire et description

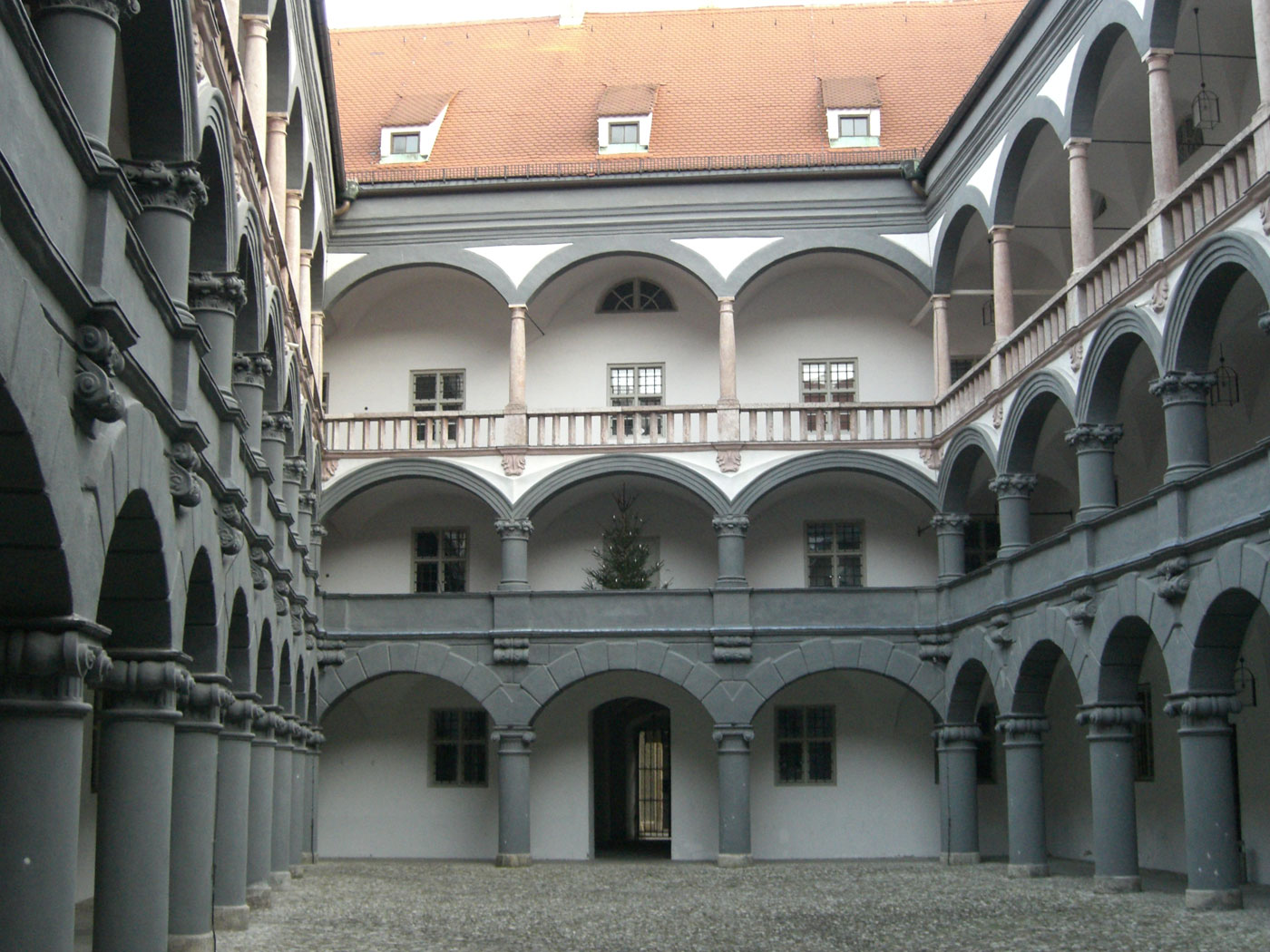
La cour de la Monnaie

Il a été construit par l'architecte de la cour Wilhelm Egkl en 1563. Plus tard, il a servi de Monnaie. La cour intérieure a gardé ses arcades renaissance, tandis que la façade ouest a été réaménagée dans un style néoclassique en 1809. Enfin, la façade nord a reçu son décor néogothique lors de la construction de la Maximilianstrasse afin de l'adapter au concept de cette avenue royale. Une arche au sud relie le bâtiment au château Alter Hof.  

## Vues

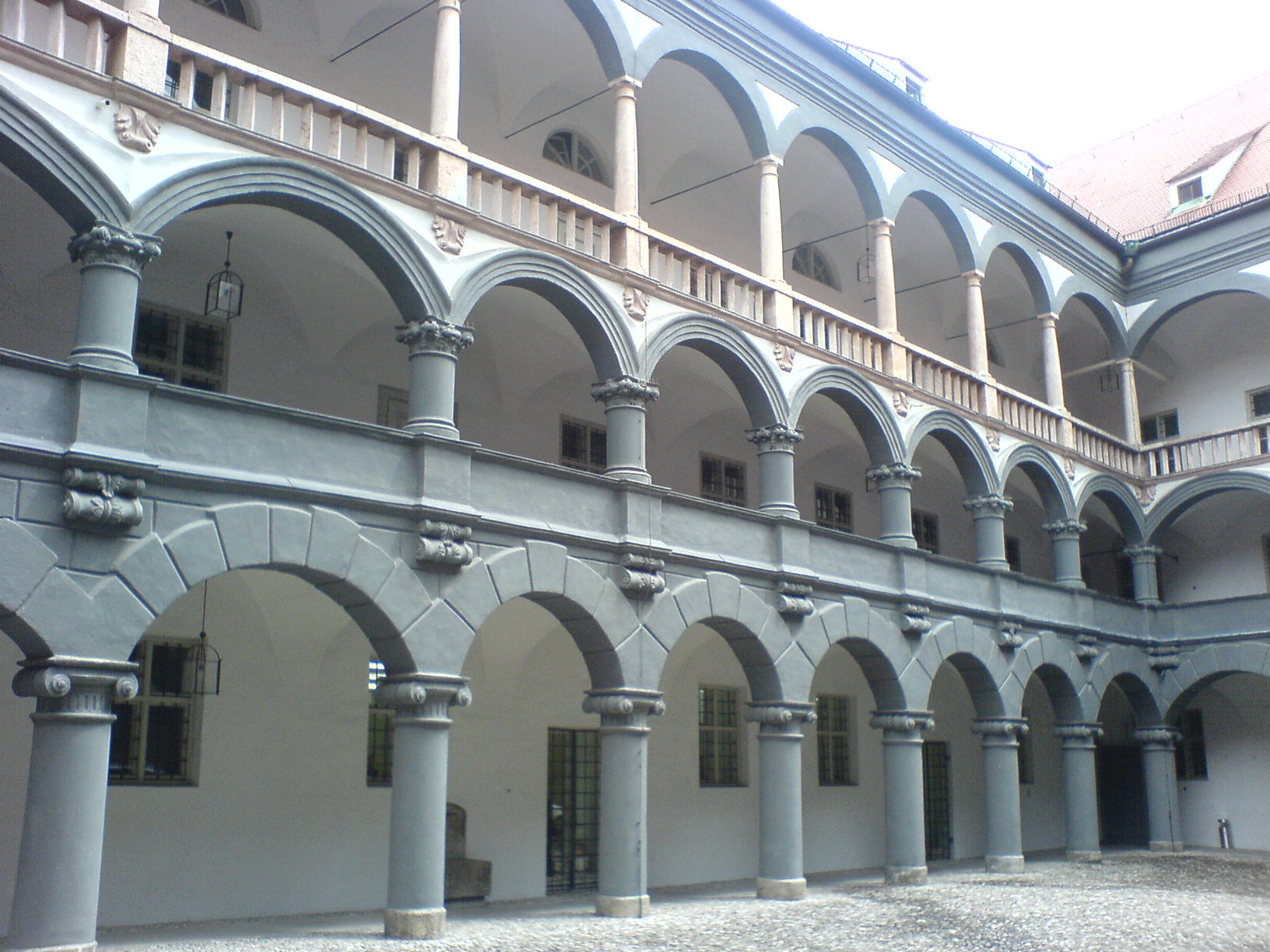
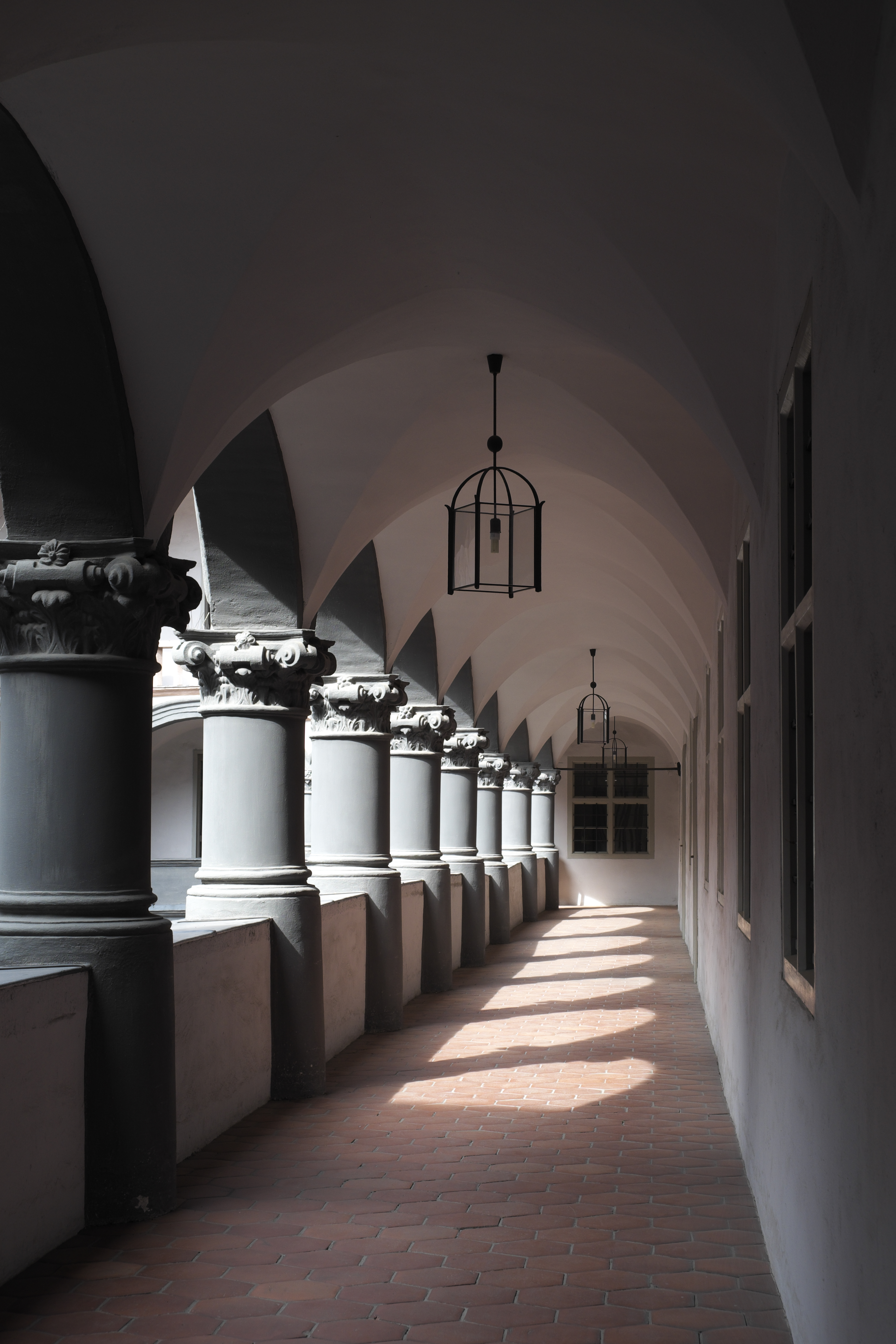
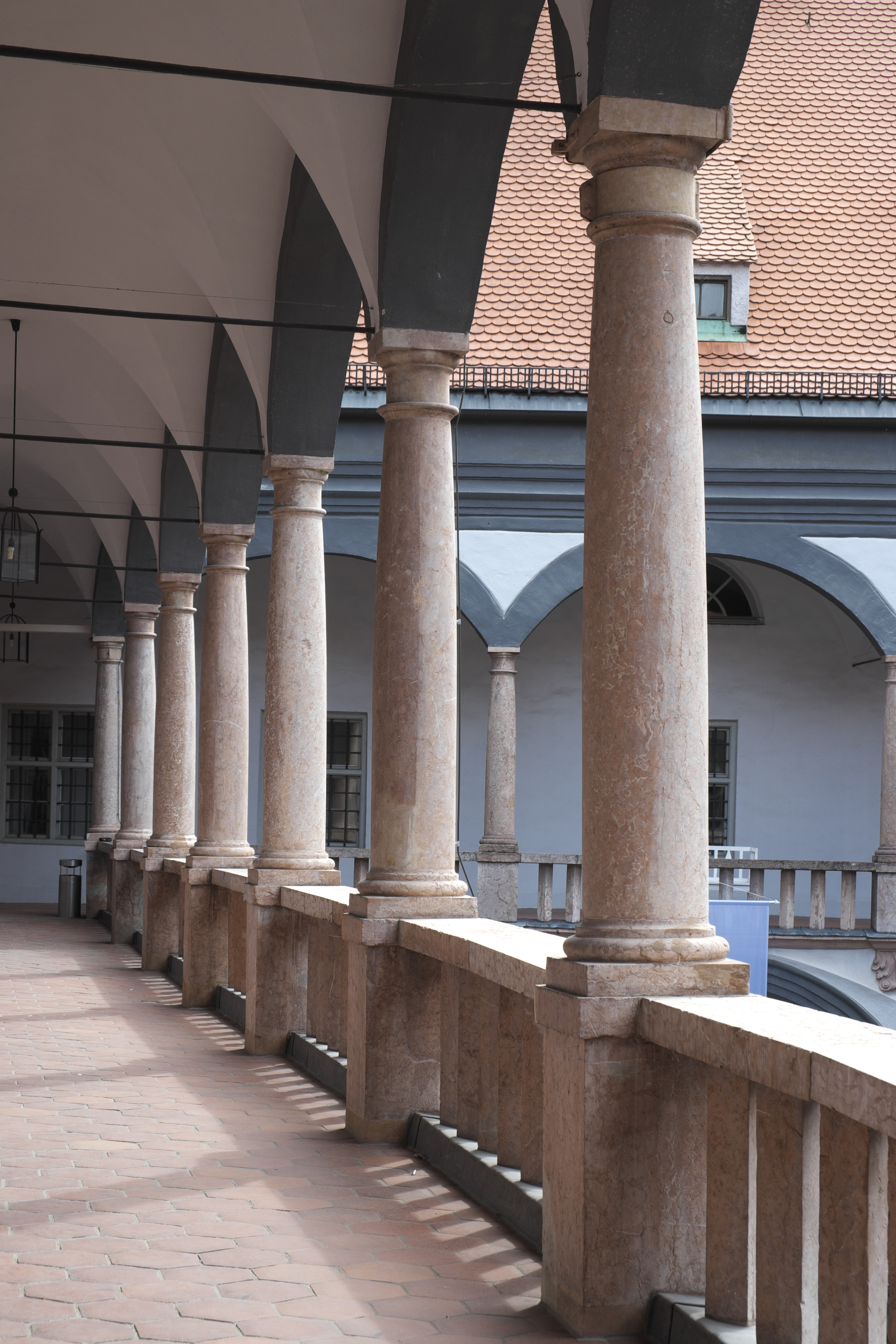
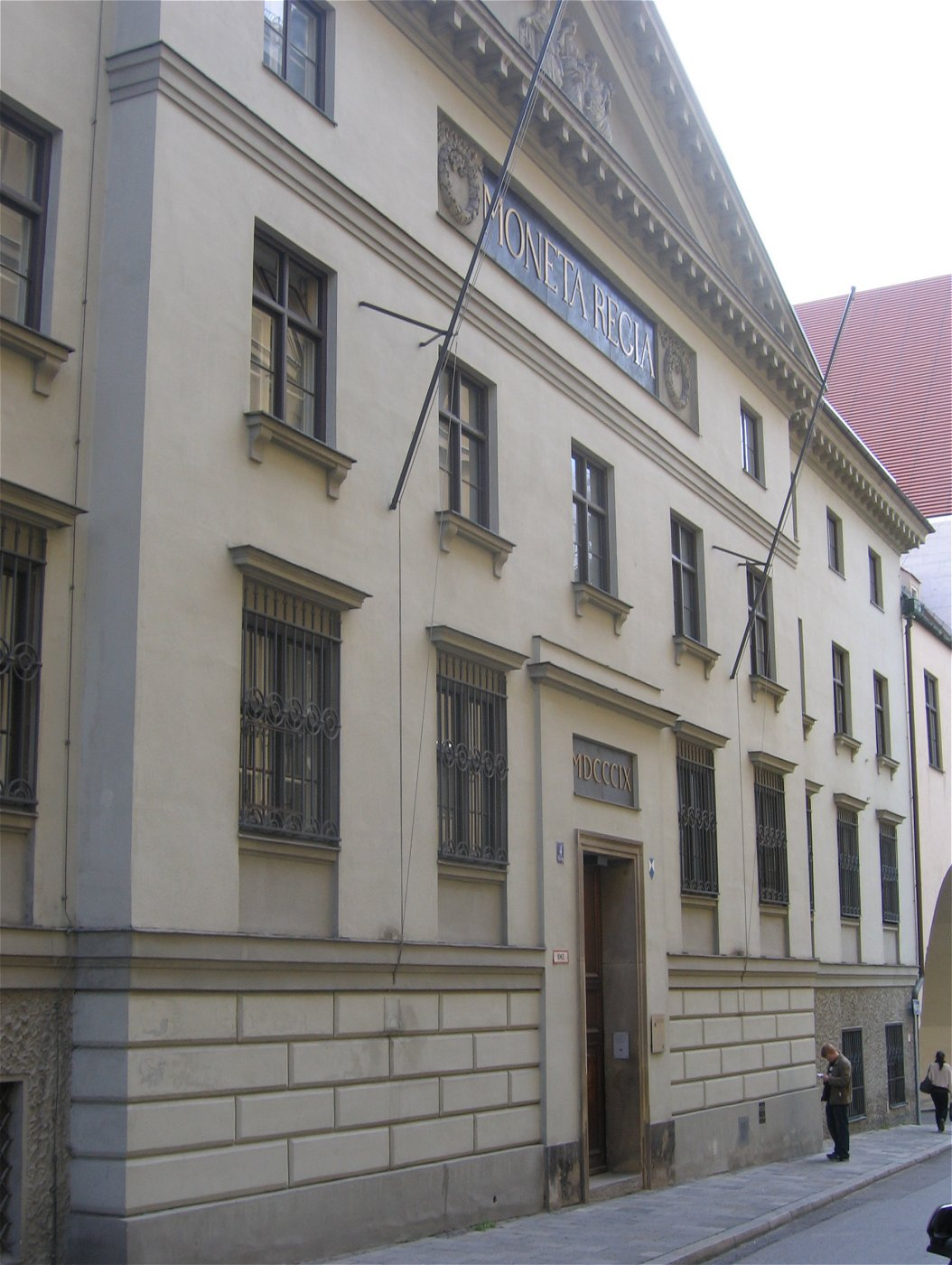
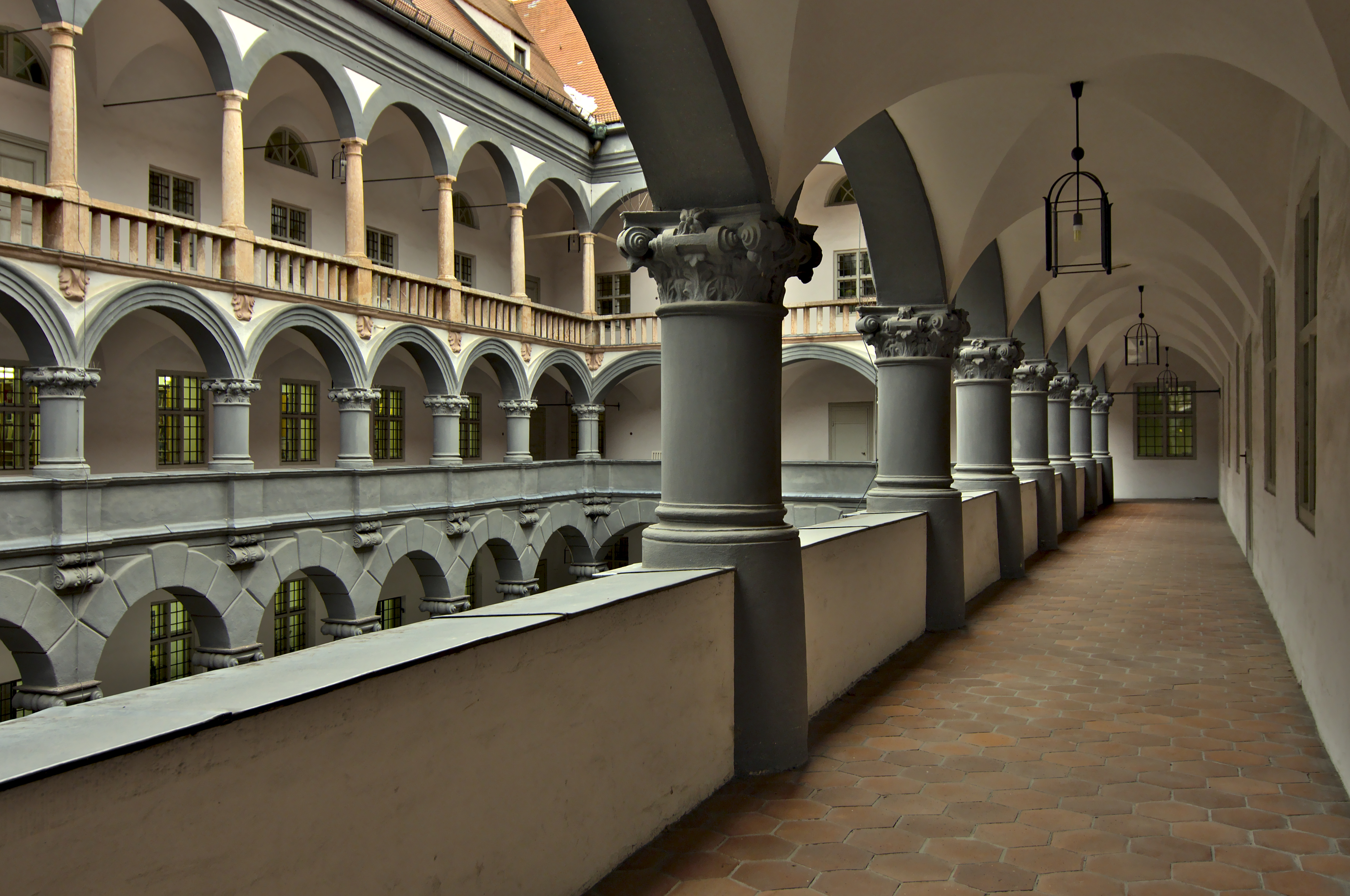